# Grande Prêmio de Caesars Palace de 1981
Resultados do Grande Prêmio de Caesars Palace de Fórmula 1 realizado em Las Vegas em 17 de outubro de 1981. Décima quinta etapa do campeonato, marcou a última vitória na carreira do australiano Alan Jones, da Williams-Ford, que subiu ao pódio junto com Alain Prost, da Renault, e Bruno Giacomelli, da Alfa Romeo. Neste dia, o brasileiro Nelson Piquet, da Brabham-Ford, conquistou o primeiro título mundial de sua carreira.

## Resumo da corrida
Impossibilitado de cumprir suas obrigações financeiras, o circuito de Watkins Glen em Nova Iorque não pôde ser o palco da quinta decisão de título que a Fórmula 1 reservou para os Estados Unidos. Por conta desse fato, uma nova pista foi improvisada na área do hotel Caesars Palace, e por ser no sentido anti-horário o físico dos pilotos foi abusivamente exigido durante todo o fim de semana, sobretudo na região do pescoço. Naquele momento havia três postulantes ao título: Carlos Reutemann, com 49 pontos; Nelson Piquet, 48 pontos, e Jacques Laffite, 43 pontos.
Desde os primeiros treinos oficiais, as Williams de Carlos Reutemann e Alan Jones eram os mais rápidos a ponto de os referidos pilotos ocuparem a primeira fila do grid na ordem descrita anteriormente, embora o argentino soubesse que, pelas divergências com o time ao longo da temporada, não poderia contar com o auxílio de ninguém. Jones, inclusive, temia ser tachado de antidespotivo caso viesse a "bloquear" os adversários de seu companheiro de equipe.
Na corrida de sábado, Jones saltou à frente enquanto Reutemann e Piquet optaram pela cautela sendo que o brasileiro caiu da quarta para a nona posição no início da prova enquanto Alain Prost e Gilles Villeneuve estavam mais próximos ao australiano da Williams. Na décima sétima volta Piquet superou Reutemann e graças a uma batida de Villeneuve e uma ultrapassagem sobre John Watson o brasileiro subiu para o sexto lugar, posição que lhe daria o título e com a ida de alguns pilotos aos boxes o brasileiro chegou a andar em terceiro lugar, posição que perderia em virtude de uma ultrapassagem de Prost, que recuperou o vigor após trocar pneus e logo o francês subiria à vice-liderança ao superar o compatriota Jacques Laffite. Àquela altura a torcida já estava frustrada pelo abandono de Mario Andretti por quebra de suspensão.
Prudente e sempre adiante de Reutemann, o brasileiro Nelson Piquet diminuiu o ritmo e foi ultrapassado por Bruno Giacomelli e Nigel Mansell conservando a quinta posição enquanto o argentino despencou para o oitavo lugar ao ser superado por Laffite e John Watson, sobretudo, diria depois, por problemas de câmbio. Mantidas as posições o brasileiro conquistou o título mundial, mas só pôde comemorar após quinze minutos, tempo necessário para se recompor do cansaço físico potencializado pelo forte calor.
Alan Jones conquistou a última vitória de sua carreira, o último triunfo de um australiano até Mark Webber no Grande Prêmio da Alemanha de 2009, e Bruno Giacomelli obteve seu único pódio na categoria.

## Resultados

### Treinos classificatórios
| Pos.    | Nº | Piloto             | Construtor      | Q1        | Q2       | Dif.    |
| ------- | -- | ------------------ | --------------- | --------- | -------- | ------- |
| 1       | 2  | Carlos Reutemann   | Williams-Ford   | 1:17.821  | 1:18.343 | —       |
| 2       | 1  | Alan Jones         | Williams-Ford   | 1:18.236  | 1:17.995 | + 0.174 |
| 3       | 27 | Gilles Villeneuve  | Ferrari         | 1:18.457  | 1:18.060 | + 0.239 |
| 4       | 5  | Nelson Piquet      | Brabham-Ford    | 1:18.954  | 1:18.161 | + 0.340 |
| 5       | 15 | Alain Prost        | Renault         | 1:18.433  | 1:18.760 | + 0.612 |
| 6       | 7  | John Watson        | McLaren-Ford    | 1:19.975  | 1:18.617 | + 0.796 |
| 7       | 25 | Patrick Tambay     | Ligier-Matra    | 1:19.874  | 1:18.681 | + 0.860 |
| 8       | 23 | Bruno Giacomelli   | Alfa Romeo      | 1:20.570  | 1:18.792 | + 0.971 |
| 9       | 12 | Nigel Mansell      | Lotus-Ford      | 1:19.044  | 1:19.623 | + 1.223 |
| 10      | 22 | Mario Andretti     | Alfa Romeo      | 1:19.594  | 1:19.068 | + 1.247 |
| 11      | 29 | Riccardo Patrese   | Arrows-Ford     | 1:20.132  | 1:19.152 | + 1.331 |
| 12      | 26 | Jacques Laffite    | Ligier-Matra    | 1:19.878  | 1:19.167 | + 1.346 |
| 13      | 16 | René Arnoux        | Renault         | 1:19.966  | 1:19.197 | + 1.376 |
| 14      | 8  | Andrea de Cesaris  | McLaren-Ford    | 1:19.338  | 1:19.217 | + 1.396 |
| 15      | 11 | Elio de Angelis    | Lotus-Ford      | 1:20.337  | 1:19.562 | + 1.741 |
| 16      | 6  | Hector Rebaque     | Brabham-Ford    | 1:20.555  | 1:19.571 | + 1.750 |
| 17      | 4  | Michele Alboreto   | Tyrrell-Ford    | 1:21.964  | 1:19.774 | + 1.953 |
| 18      | 28 | Didier Pironi      | Ferrari         | 1:19.899  | 1:21.347 | + 2.078 |
| 19      | 3  | Eddie Cheever      | Tyrrell-Ford    | 1:21.116  | 1:20.475 | + 2.654 |
| 20      | 20 | Keke Rosberg       | Fittipaldi-Ford | 1:21.299  | 1:20.729 | + 2.908 |
| 21      | 32 | Jean-Pierre Jarier | Osella-Ford     | 22:19.563 | 1:20.781 | + 2.960 |
| 22      | 36 | Derek Warwick      | Toleman-Hart    | 1:22.491  | 1:21.294 | + 3.473 |
| 23      | 33 | Marc Surer         | Theodore-Ford   | 1:21.889  | 1:21.430 | + 3.609 |
| 24      | 14 | Eliseo Salazar     | Ensign-Ford     | 1:22.616  | 1:21.629 | + 3.808 |
| DNQ     | 9  | Slim Borgudd       | ATS-Ford        | 1:21.665  | 1:21.731 | + 3.844 |
| DNQ     | 21 | Chico Serra        | Fittipaldi-Ford | 1:22.612  | 1:21.672 | + 3.851 |
| DNQ     | 17 | Derek Daly         | March-Ford      | 1:21.846  | 1:21.824 | + 4.003 |
| DNQ     | 30 | Jacques Villeneuve | Arrows-Ford     | 1:22.977  | 1:22.822 | + 5.001 |
| DNQ     | 35 | Brian Henton       | Toleman-Hart    | 1:23.857  | 1:22.960 | + 5.139 |
| DNQ     | 31 | Beppe Gabbiani     | Osella-Ford     | 1:26.634  | s/tempo  | + 8.813 |
| Fontes: |    |                    |                 |           |          |         |

### Corrida
| Pos.    | Nº | Piloto             | Chassi/Motor    | Pneus | Voltas | Tempo/Diferença  | Grid | Pontos |
| ------- | -- | ------------------ | --------------- | ----- | ------ | ---------------- | ---- | ------ |
| 1       | 1  | Alan Jones         | Williams-Ford   | G     | 75     | 1:44:09.077      | 2    | 9      |
| 2       | 15 | Alain Prost        | Renault         | M     | 75     | + 20.048         | 5    | 6      |
| 3       | 23 | Bruno Giacomelli   | Alfa Romeo      | M     | 75     | + 20.428         | 8    | 4      |
| 4       | 12 | Nigel Mansell      | Lotus-Ford      | G     | 75     | + 47.473         | 9    | 3      |
| 5       | 5  | Nelson Piquet      | Brabham-Ford    | G     | 75     | + 1:16.438       | 4    | 2      |
| 6       | 26 | Jacques Laffite    | Ligier-Matra    | M     | 75     | + 1:18.175       | 12   | 1      |
| 7       | 7  | John Watson        | McLaren-Ford    | M     | 75     | + 1:18.497       | 6    |        |
| 8       | 2  | Carlos Reutemann   | Williams-Ford   | G     | 74     | + 1 volta        | 1    |        |
| 9       | 28 | Didier Pironi      | Ferrari         | M     | 73     | + 2 voltas       | 18   |        |
| 10      | 20 | Keke Rosberg       | Fittipaldi-Ford | P     | 73     | + 2 voltas       | 20   |        |
| 11      | 29 | Riccardo Patrese   | Arrows-Ford     | P     | 71     | + 4 voltas       | 11   |        |
| 12      | 8  | Andrea de Cesaris  | McLaren-Ford    | M     | 69     | + 6 voltas       | 14   |        |
| 13      | 4  | Michele Alboreto   | Tyrrell-Ford    | A     | 67     | Motor            | 17   |        |
| NC      | 14 | Eliseo Salazar     | Ensign-Ford     | A     | 61     | + 14 voltas      | 24   |        |
| Ret     | 36 | Derek Warwick      | Toleman-Hart    | P     | 43     | Câmbio           | 22   |        |
| Ret     | 22 | Mario Andretti     | Alfa Romeo      | M     | 29     | Suspensão        | 10   |        |
| DSQ     | 27 | Gilles Villeneuve  | Ferrari         | M     | 22     | Desclassificado  | 3    |        |
| Ret     | 6  | Hector Rebaque     | Brabham-Ford    | G     | 20     | Válvula          | 16   |        |
| Ret     | 33 | Marc Surer         | Theodore-Ford   | A     | 19     | Suspensão        | 23   |        |
| Ret     | 3  | Eddie Cheever      | Tyrrell-Ford    | G     | 10     | Motor            | 19   |        |
| Ret     | 16 | René Arnoux        | Renault         | M     | 10     | Pane elétrica    | 13   |        |
| Ret     | 25 | Patrick Tambay     | Ligier-Matra    | M     | 2      | Acidente         | 7    |        |
| Ret     | 11 | Elio de Angelis    | Lotus-Ford      | G     | 2      | Vazamento d'água | 15   |        |
| Ret     | 32 | Jean-Pierre Jarier | Osella-Ford     | M     | 0      | Transmissão      | 21   |        |
| DNQ     | 9  | Slim Borgudd       | ATS-Ford        | A     |        |                  |      |        |
| DNQ     | 21 | Chico Serra        | Fittipaldi-Ford | P     |        |                  |      |        |
| DNQ     | 17 | Derek Daly         | March-Ford      | A     |        |                  |      |        |
| DNQ     | 30 | Jacques Villeneuve | Arrows-Ford     | P     |        |                  |      |        |
| DNQ     | 35 | Brian Henton       | Toleman-Hart    | P     |        |                  |      |        |
| DNQ     | 31 | Beppe Gabbiani     | Osella-Ford     | M     |        |                  |      |        |
| Fontes: |    |                    |                 |       |        |                  |      |        |

## Tabela do campeonato após a corrida
| Pos.   | Piloto           | Pontos |
| ------ | ---------------- | ------ |
| 1      | Nelson Piquet    | 50     |
| 2      | Carlos Reutemann | 49     |
| 3      | Alan Jones       | 46     |
| 4      | Jacques Laffite  | 44     |
| 5      | Alain Prost      | 43     |
| Fonte: |                  |        |

| Pos.   | Equipe        | Pontos |
| ------ | ------------- | ------ |
| 1      | Williams-Ford | 95     |
| 2      | Brabham-Ford  | 61     |
| 3      | Renault       | 54     |
| 4      | Ligier-Matra  | 44     |
| 5      | Ferrari       | 34     |
| Fonte: |               |        |

- Nota: Somente as primeiras cinco posições estão listadas e os campeões da temporada surgem grafados em negrito. Entre 1981 e 1990 cada piloto podia computar onze resultados válidos por temporada não havendo descartes no mundial de construtores.